# Cilantro y perejil
Cilantro y perejil és una pel·lícula mexicana còmica del director de cinema mexicà Rafael Montero realitzada el 1995 i guanyadora de 9 Premis Ariel

## Argument
Carlos (Demián Bichir) i Susana (Arcelia Ramírez) són una parella d'esposos el matrimoni dels quals està per acabar, mentre que Nora (Alpha Acosta), germana de Susana, intenta salvar la seva relació amb el roquer Jorge (Juan Manuel Bernal). El toc humorístic prové de Germán Dehesa, qui interpreta a un psiquiatre.

## Actors i personatges
- Arcelia Ramírez interpreta a Susana Limón.
- Demián Bichir interpreta a Carlos Rodríguez.
- Germán Dehesa interpreta al Psiquiatre.
- Alpha Acosta interpreta a Nora.
- Juan Manuel Bernal interpreta a Jorge.
- Angélica Aragó interpreta a Teresa.
- Plutarco Haza interpreta a Francisco.
- Sherlyn interpreta a "Mariana".

## Premis i reconeixements
- XXXIX edició dels Premis Ariel:

- Adjudicats:

- Millor pel·lícula
- Millor direcció (Rafael Montero)
- Millor guió (Cecilia Pérez Grovas i Carolina Rivera)
- Millor argument original escrit per a cinema (Cecilia Pérez Grovas i Carolina Rivera)
- Millor edició (Oscar Figueroa)
- Millor temi musical o cançó especialment escrita per a cinema (Enrique Quezadas)
- Millor música de fons especialment escrita per a cinema (Enrique Quezadas)
- Millor so
- Millor actriu de quadre (Angélica Aragó)

- Nominacions:

- Millor actriu (Arcelia Ramírez)
- Millor actor (Demián Bichir)
- Millor actor de quadre (Juan Manuel Bernal)
- Millor coactuación masculina (Germán Dehesa)
- Millor fotografia (Guillermo Granillo)
- Millor escenografia (Teresa Pecannins)
- Millor ambientació (Teresa Pecannins)

- Diosas de Plata 1997: Premi a la millor actriu i a la millor música original.[3]